# Opilio peipingensis
Opilio peipingensis is een hooiwagen uit de familie echte hooiwagens (Phalangiidae).